# Trachyopella pectamera
Trachyopella pectamera är en tvåvingeart som beskrevs av Rohacek och Marshall 1985. Trachyopella pectamera ingår i släktet Trachyopella och familjen hoppflugor. Inga underarter finns listade i Catalogue of Life.